# João Ascânio Moura Tubino
João Ascânio Moura Tubino (Quaraí, 9 de setembro de 1895 — Rio de Janeiro, 23 de setembro de 1967]]) foi um político brasileiro. Exerceu o mandato de deputado federal constituinte pelo Rio Grande do Sul em 1934.
Mandatos (na Câmara dos Deputados):
Deputado(a) Federal - (Constituinte), RS, PRL, Dt. Posse: 14/11/1933; Deputado(a) Federal - 02/05/1935 a 10/11/1937, RS, PRL, Dt. Posse: 02/05/1935.
Atividades Parlamentares:
Mandatos Externos:
Deputado(a) Estadual, RS; Prefeito(a), RS.
Atividades Profissionais e Cargos Públicos:
Advogado, foro de Quaraí; Pecuarista, Quaraí; Sócio, firma Viúva Delgado, Linhares & Cia, ligada a atividade pastoril; Delegado de Polícia, Quaraí, RS, 1918; Diretor, periódico O Cidadão, 1919; Intendente, Quaraí, 1924-1928..
Atividades Sindicais Representativas de Classe Associativas e Conselhos:
Membro da Ordem dos Advogados do Rio Grande do Sul.; Conselheiro, Conselho Municipal de Quaraí, RS, 1920-1924..
Estudos e Cursos Diversos:
Curso secundário, Colégio Corsenil e Ginásio Anchieta; Bacharel em Ciências Jurídicas e Sociais, Fac, de Direito de Porto Alegre, RS, 1916..
Perdas de Mandato:

Perdeu o mandato de Deputado Federal na Legislatura 1935-1937, em 10 de novembro de 1937, em virtude da implantação do Estado Novo que suprimiu os órgãos legislativos do país.